# Jim Nildén
Jim Felix Nildén, geboren als Jim Felix Nouksijärvi, (* 29. Februar 1940 in Solna) ist ein ehemaliger schwedischer Fußball-, Bandy- und Eishockeyspieler. Er kam zu acht Einsätzen in der schwedischen Fußballnationalmannschaft und erzielte dabei ein Tor.

## Sportlicher Werdegang
Nildén kam 1953 als Jugendlicher zu AIK. Er durchlief sowohl im Fußball als auch im Bandy und Eishockey die Jugendmannschaften des Klubs. In der Nachwuchsfußballmannschaft machte er als regelmäßiger Torschütze auf sich aufmerksam, dennoch kam er erst in der Spielzeit 1961 zu seinem Debüt in der Allsvenskan, als er am 11. Juni 1961 bei der 0:2-Auswärtsniederlage bei Örebro SK erstmals in der Männermannschaft stand. In den folgenden Jahren konzentrierte er sich zunächst auf das Eishockeyspielen – auch hier vertrat er AIK in der ersten Liga – und gab dafür kurzzeitig das Bandyspielen auf, obwohl er auch hier bereits für AIK in der ersten Liga aufgelaufen war.
Ab 1964 lief er wieder für die Fußballmannschaft in der Allsvenskan auf und konnte sich zwei Jahre später einen Stammplatz erspielen. Am 27. Juni 1966 debütierte er in der schwedischen Nationalmannschaft und erzielte beim 1:1-Unentschieden gegen Jugoslawien den schwedischen Treffer. In der Folgezeit etablierte er sich in der Nationalelf und kam bis zum Februar des folgenden Jahres achtmal zum Einsatz. Bis 1971 spielte er noch für AIK in der Allsvenskan und kam in 124 Erstligapartien zum Einsatz und erzielte dabei neun Tore.
Nach Ende seiner aktiven Laufbahn übernahm er verschiedene Trainerposten. Zunächst war er im Jugendbereich von AIK tätig, ehe er 1974 die Reservemannschaft übernahm und ein Jahr später als Assistent von Kurt Liander die Erstligamannschaft betreute. Es folgte Engagements bei IFK Täby (1976–77), Råsunda IS (1978–79) und Ulriksdals SK (1980–81), ehe er 1983 als Nachwuchstrainer zu AIK zurückkehrte.